# Agrupación Deportiva Alcorcón 2014-2015
Questa voce raccoglie le informazioni riguardanti l'Agrupación Deportiva Alcorcón nelle competizioni ufficiali della stagione 2014-2015.

## Rosa
| N. |                           | Ruolo | Calciatore            |
| -- | ------------------------- | ----- | --------------------- |
| 1  | Spagna (bandiera)         | P     | Ismael Falcón         |
| 2  | Uruguay (bandiera)        | C     | Facundo Guichón       |
| 3  | Togo (bandiera)           | D     | Djené Dakonam         |
| 4  | Spagna (bandiera)         | D     | Héctor Verdés         |
| 5  | Spagna (bandiera)         | D     | Fran Cruz             |
| 6  | Spagna (bandiera)         | D     | Chema                 |
| 7  | Spagna (bandiera)         | A     | David Rodríguez       |
| 8  | Spagna (bandiera)         | C     | Rubén Sanz (capitano) |
| 9  | Spagna (bandiera)         | C     | Kiko Femenía          |
| 10 | Spagna (bandiera)         | C     | Sergio Mora           |
| 11 | Spagna (bandiera)         | C     | Alberto Escassi       |
| 12 | Costa d'Avorio (bandiera) | C     | Bobley Anderson       |
| 14 | Spagna (bandiera)         | C     | Álvaro Rey            |
| 15 | Spagna (bandiera)         | A     | Máyor                 |
| 16 | Spagna (bandiera)         | D     | Carlos Bellvís        |

| N. |                       | Ruolo | Calciatore       |
| -- | --------------------- | ----- | ---------------- |
| 17 | Spagna (bandiera)     | C     | Fausto Tienza    |
| 18 | Spagna (bandiera)     | C     | Antonio Martínez |
| 19 | Spagna (bandiera)     | D     | Mikel Iribas     |
| 21 | Spagna (bandiera)     | A     | Óscar Plano      |
| 22 | Spagna (bandiera)     | C     | Fernando Usero   |
| 23 | Spagna (bandiera)     | D     | Ángel Sánchez    |
| 24 | Spagna (bandiera)     | D     | Nagore           |
| 25 | Spagna (bandiera)     | P     | Javi Jiménez     |
| 30 | Spagna (bandiera)     | C     | Víctor Pastrana  |
| 34 | Spagna (bandiera)     | D     | Fernando         |
|    | Spagna (bandiera)     | D     | Rafael Páez      |
|    | Spagna (bandiera)     | D     | José Campaña     |
|    | Spagna (bandiera)     | C     | Natxo Insa       |
|    | Portogallo (bandiera) | D     | Nélson           |
|    | Spagna (bandiera)     | C     | Jorge Ortiz      |